# Sinn
Sinn település Németországban, Hessen tartományban. Lakosainak száma 6574 fő (2023. december 31.). Sinn Greifenstein, Ehringshausen, Mittenaar és Herborn községekkel határos.

## Népesség
A település népességének változása:
| Lakosok száma | 6371 | 6396 | 6442 | 6511 | 6574 |
|               | 2017 | 2019 | 2021 | 2022 | 2023 |